# モンテガッロ
モンテガッロ（伊: Montegallo）は、イタリア共和国マルケ州アスコリ・ピチェーノ県にある、人口約400人の基礎自治体（コムーネ）。

## 地理

### 位置・広がり
アスコリ・ピチェーノ県のコムーネ。県都アスコリ・ピチェーノから西へ20kmの距離にある。

#### 隣接コムーネ
隣接するコムーネは以下の通り。
- アックアサンタ・テルメ
- アルクアータ・デル・トロント
- コムナンツァ
- モンテモーナコ
- ロッカフルヴィオーネ

### 気候分類・地震分類
モンテガッロにおけるイタリアの気候分類 (it) および度日は、zona E, 2676 GGである。
また、イタリアの地震リスク階級 (it) では、zona 2 (sismicità media) に分類される。

## 行政

### 分離集落
モンテガッロには、以下の分離集落（フラツィオーネ）がある。
- Abetito, Astorara, Balzetto, Balzo (sede comunale), Bisignano, Casale, Castro, Colle, Collefratte, Colleluce, Collicello, Corbara, Fonditore, Forca, Interprète, Migliarelli, Piano, Pistrino, Propezzano, Rigo, Santa Maria in Lapide, Uscerno, Vallorsara